# فاطمه داویلا
فاطمه داویلا سوسا (به اسپانیایی: Fatimih Dávila Sosa) (زادهٔ ۱ فوریه ۱۹۸۸، و درگذشته ۲ مه ۲۰۱۹) مدل (شخص) و ملکهٔ زیبایی اهل اوروگوئه است.

## زندگی‌نامه
فاطمه داویلا دارندهٔ عنوان دختر شایسته در جشنواره زیبایی ۲۰۰۶ در لوس آنجلس و دوشیزه جهان در مسابقه‌های ۲۰۰۸جهانی در ژوهانسبورگ بود.
در ۲ مه ۲۰۱۹، پیکر حلق‌آویزشدهٔ او در حمام هتلی در حومهٔ شهر مکزیکوسیتی پیدا شد.